# Ludborough
Ludborough – wieś w Anglii, w hrabstwie Lincolnshire, w dystrykcie East Lindsey. Leży 40 km na północny wschód od Lincoln i 215 km na północ od Londynu.